# Flowers in the Attic
Flowers in the Attic è un film televisivo del 2014, diretto da Deborah Chow e tratto dal romanzo Fiori senza sole di V.C. Andrews.

## Trama
All'inizio degli anni 1940, i ragazzi Dollanganger - il quattordicenne Chris, la dodicenne Cathy, i gemelli di cinque anni Carrie e Cory - vivono felici con i loro genitori, Christopher e Corrine, in Pennsylvania. Questo cambia quando Christopher muore in un incidente d'auto, lasciando la famiglia devastata e pesantemente indebitata. Quattro mesi dopo, Corrine annuncia ai figli che andranno a vivere con i suoi ricchi genitori in Virginia. La donna spiega loro che si è allontanata dai suoi genitori e che per questo ha cambiato il suo cognome.
All'arrivo a Foxworth Hall, la cupa, claustrofobica e dal cuore freddo madre di Corrine, Olivia, conduce i ragazzi in una piccola stanza in soffitta. Il giorno successivo, ai ragazzi viene fornito un elenco di regole e Olivia dice loro di rimanere sempre in soffitta. Corrine spiega che suo padre, Malcolm, l'ha ripudiata e diseredata per essere fuggita con Christopher, che in realtà era il suo fratellastro (il fratellastro minore di suo padre). La donna promette ai figli che si farà perdonare da suo padre e che, una volta che lui l'avrà perdonata, glieli farà conoscere e vivranno tutti felici insieme a Foxworth Hall.
Le visite di Corrine in soffitta diventano sempre meno frequenti man mano che inizia a godersi la sua ricchezza e inizia una relazione con l'avvocato di suo padre, Bart Winslow. Informa i figli di essere stata perdonata dal padre che non può farli incontrare perché ha affermato di non avere figli; quindi, essi dovranno rimanere in soffitta fino alla morte di Malcolm. L'anno seguente le visite di Corrine cessano del tutto. A causa della mancanza di aria fresca e di sole, la crescita dei gemelli è gravemente rallentata, mentre Cathy e Chris entrano nella pubertà. Accidentalmente Chris vede Cathy mentre sta provando il suo primo reggiseno. Olivia li sorprende, li chiama peccatori e cerca di tagliare i capelli di Cathy come punizione. Chris la ferma, ma lei minaccia di farli morire di fame per una settimana se lui non taglierà i capelli di Cathy. Cathy e Chris si rifiutano di obbedire e danno il cibo rimanente ai gemelli mentre fanno affidamento principalmente sull'acqua. Olivia sembra cedere e lascia loro un cesto di cibo; tuttavia, la mattina seguente Cathy si sveglia e scopre con orrore che i suoi capelli sono tutti sporchi di catrame. Mentre, con riluttanza, le taglia i capelli, Chris le dice che la trova bella, ma sa che è sbagliato pensare a lei in quel modo.
Passa un altro anno e Corrine non fa loro visita da mesi. Cathy e Chris concludono che la madre li ha abbandonati e iniziano a pianificare la loro fuga. Quando Corrine torna, annuncia felice ai figli di aver sposato Bart e che il motivo della sua assenza è stata la sua luna di miele in Europa. In seguito Olivia porta ai bambini delle ciambelle con zucchero a velo e dice loro che sono un regalo della madre. Quando Chris dice alla nonna che vuole essere chiamato con il suo nome piuttosto che "ragazzo", Olivia lo picchia con una cintura. Cathy si prende cura delle sue ferite e ammette di aver paura di perderlo. Chris le assicura che non gli succederà nulla e poi i due si baciano. Quando Olivia torna per portar loro il cibo, Chris le dice che aveva ragione sul fatto che fossero la "progenie del diavolo" e le chiede perdono. Dopo che la donna se ne è andata, Chris rivela che l'intera scena era uno schema per imprimere la chiave della soffitta su un pezzo di sapone, per poi scolpirne una copia di legno.
Ora in grado di lasciare la soffitta, Cathy e Chris iniziano a rubare soldi dalla stanza della madre per finanziare la loro fuga in treno. Durante un'incursione notturna, Cathy trova Bart addormentato e lo bacia. Venuto a conoscenza della cosa ascoltando Bart parlare con Corinne circa un sogno che ha fatto su una ragazza bionda che lo ha baciato, Chris va su tutte le furie e affronta rabbiosamente Cathy. La ragazza gli assicura che quel bacio non significava nulla e che l'ha fatto solo per curiosità, poi bacia Chris e i due finiscono per fare sesso. Cathy suggerisce di trasferirsi in Florida e Chris le dice che la ama e che non potrà mai amare nessun'altra ragazza.
In seguito Cory si ammala gravemente e Cathy chiede a sua madre di portarlo in ospedale, minacciando vendetta se non lo fa. Il giorno seguente, Corrine informa i figli che Cory è morto di polmonite ed è già stato sepolto. Devastati dalla morte di Cory e spaventati per le loro vite, Cathy e Chris decidono di prendere tutti i soldi che hanno raccolto, afferrare quanti più gioielli possono e scappare via. Durante la loro ricerca di oggetti di valore, entrando nella camera della madre, scoprono che Corrine e Bart hanno lasciato Foxworth Hall. Chris poi ascolta una conversazione tra il maggiordomo e una cameriera e scopre che Olivia ha lasciato del veleno per uccidere "i topi" in soffitta e che il loro nonno è morto da sette mesi. Cathy mostra a Chris il topo di Cory, morto dopo aver mangiato un pezzo di ciambella. I ragazzi capiscono quindi che il loro cibo era avvelenato. Quando giunge Olivia per prendere la loro chiave, Chris la trattiene abbastanza a lungo da permettere a Cathy e Carrie di scappare. Olivia li insegue, ma si fa prendere dal panico a causa della sua claustrofobia quando Chris chiude la porta e spegne le luci. Olivia dice loro che è stata la madre ad avvelenarli e non lei. I ragazzi però la ignorano e lasciano la casa fuggendo da una finestra.
Durante la loro fuga, incontrano il maggiordomo, che si rende conto che sono i figli di Corrine. Inorridito, dice loro di scappare mentre lui toglie la corrente al recinto elettrico per loro. I ragazzi salgono su un treno per la Florida e Chris le assicura che il loro calvario è finalmente finito. Cathy, però, giura vendetta nei confronti della madre.

## Produzione

### Casting
Flowers in the Attic è stato annunciato per la prima volta il 23 luglio 2013 come film televisivo per la rete Lifetime. È stato anche annunciato che il film sarebbe stato interpretato da Heather Graham nei panni di Corrine Dollanganger ed Ellen Burstyn nei panni di Olivia Foxworth.  È stato anche annunciato che il film sarebbe stato diretto da Deborah Chow e sceneggiato da Kayla Alpert.
Il 14 agosto è stato annunciato che Kiernan Shipka e Mason Dye erano stati scelti per i ruoli di Cathy e Chris.. Durante lo stesso mese, è stato annunciato che Dylan Bruce si era unito al cast nel ruolo di Bart Winslow, l'interesse amoroso di Corrine.

## Distribuzione

### Trasmissione
Nella sua trasmissione televisiva originale, il film è stato visto da 6,06 milioni di telespettatori totali e ha avuto una valutazione (percentuale) di 1,9 nella fascia demografica 18-49 anni. A quel tempo, era la performance cinematografica originale numero uno di Cable dalla première di ottobre 2012 di Steel Magnolias.

### Home media
Il 15 aprile 2014, Flowers in the Attic è stato rilasciato in formato DVD per la Regione 1. Il disco singolo conteneva l'intero film, oltre a una featurette dietro le quinte con il cast e la troupe. Successivamente è stato ripubblicato il 23 giugno 2015, con Petals on the Wind come "Double Feature". Il 10 novembre 2015 è stato incluso in una "4-Film Collection" con Petals on the Wind, If There Be Thorns e Seeds of Yesterday.

## Accoglienza

### Critica
Flowers in the Attic ha ricevuto recensioni contrastanti da parte della critica, anche se molto più positive rispetto all'adattamento del 1987. Il sito Rotten Tomatoes riporta che il 52% di 23 critici ha dato al film una recensione positiva; la valutazione media è di 5,5 su dieci.  Il film ha una media di 49 su 100, sulla base di 22 critici, su Metacritic, indicando "recensioni contrastanti o nella media".

### Riconoscimenti
- 2014 - Online Film & Television Association[12]
  - Nomination Best Actress in a Motion Picture or Miniseries a Kiernan Shipka
- 2014 - Critics Choice Television Awards[13]
  - Nomination Miglior attrice non protagonista in un film o miniserie TV ad Ellen Burstyn
- 2014 - Canadian Cinema Editors Awards
  - Nomination Miglior montaggio in un film televisivo o miniserie
- 2014 - Primetime Emmy Awards[14]
  - Nomination Miglior attrice non protagonista in una miniserie o film ad Ellen Burstyn
- 2015 - Screen Actors Guild Award[15]
  - Nomination Miglior attrice in un film televisivo o mini-serie ad Ellen Burstyn

## Sequels
Basato sul successivo libro della serie Dollanganger, Petals on the Wind è stato presentato in anteprima su Lifetime il 26 maggio 2014, venendo visto da 3,4 milioni di spettatori, in calo rispetto ai 6,1 milioni di Flowers. A differenza del libro, il film si svolge dieci anni dopo gli eventi di Flowers. È stato interpretato da Rose McIver nel ruolo di Cathy e Wyatt Nash in quello di Christopher, in sostituzione di Kiernan Shipka e Mason Dye del film precedente, e Will Kemp nel ruolo di Julian Marquet. Heather Graham torna a interpretare Corrine ed Ellen Burstyn torna a interpretare Olivia Foxworth. La produzione del film è iniziata il 25 febbraio 2014 a Los Angeles.
Alla première del sequel, Lifetime ha annunciato la produzione dei due seguenti libri della serie Dollanganger, If There Be Thorns e Seeds of Yesterday, entrambi trasmessi per la prima volta nel 2015. Entrambi i sequel sono stati girati dal direttore della fotografia James Liston.